# (9082) Leonardmartin
(9082) Leonardmartin es un asteroide perteneciente a los asteroides que cruzan la órbita de Marte, descubierto el 4 de noviembre de 1994 por Carolyn Shoemaker y por su esposo que también era astrónomo Eugene Shoemaker desde el Observatorio del Monte Palomar, Estados Unidos.

## Designación y nombre
Designado provisionalmente como 1994 VR6. Fue nombrado  por Leonard J. Martin (1930-1997), astrónomo planetario y cartógrafo del Observatorio Lowell, contribuyó a la elaboración de mapas de la superficie lunar preparados en apoyo de las misiones Apolo. También desarrolló un interés particular en los cambios estacionales en los casquetes polares, las características del albedo, las nubes y las tormentas de polvo globales en Marte.

## Características orbitales
Leonardmartin está situado a una distancia media del Sol de 2,736 ua, pudiendo alejarse hasta 3,905 ua y acercarse hasta 1,568 ua. Su excentricidad es 0,427 y la inclinación orbital 30,340 grados. Emplea 1653,19 días en completar una órbita alrededor del Sol.

## Características físicas
La magnitud absoluta de Leonardmartin es 14,14. 